# Аквамен і загублене королівство
«Аквамен і загублене королівство» (англ. Aquaman and the Lost Kingdom) — це американський супергеройський фільм, створений за мотивами коміксів DC за участю персонажа Аквамена. Вироблений DC Films, The Safran Company та Atomic Monster Productions, а розповсюджується Warner Bros. Pictures. Є продовженням фільму «Аквамен» (2018) та тринадцятим фільмом у Розширеному Всесвіті DC (DCEU). Режисер фільму — Джеймс Ван, сценарій написаним Девідом Леслі Джонсон-МакГолдріком, а в головних ролях Джейсон Момоа в ролі Артура Каррі / Аквамена разом з Ембер Херд, Патріком Вілсоном, Дольфом Лундгреном та Яхією Абдул-Матіном II.
Момоа підготував історію для продовження Аквамен під час виробництва першого фільму, але Ван не хотів поспішати з наступним фільмом. Він погодився спостерігати за розробкою продовження в січні 2019 року, а Джонсон-Макголдрік підписав сценарій через місяць. Ван підтвердив бажання режисерувати фільм в серпні 2020 року. Він оголосив про назву продовження в червні 2021 року, а зйомки розпочалися пізніше того ж місяця в Лондоні.
В Україні фільм вийшов на екрани 21 грудня 2023 року.

## Сюжет
Артур Каррі одружився з Мерою і вони ростять сина, Артура-молодшого, який успадкував батькові здібності до спілкування з морськими тваринами. Живучи на суші, молодий батько продовжує захищати людей в образі Аквамена та бере участь у керуванні Атлантидою. Тим часом Девід Кейн прагне помститися Артуру за смерть свого батька, проте не може цього зробити, бо його костюм Чорної Манти зламаний. Морський біолог Стівен Шін виявляє в Антарктиді сліди атлантійської технології. Разом із всюдиходом Стівен і його напарник провалюються до розщелини. Напарника хапає чудовисько, а Стівен вмикає сигнал лиха і згодом його знаходить загін Девіда Кейна. За допомогою водолазних костюмів вони спускаються до підводної печери, де Девід знаходить Чорний Тризуб. Чийсь голос обіцяє йому забезпечити помсту в обмін на звільнення з льоду стародавнього королівства.
Через п'ять місяців Манта завдяки вказівкам Чорного Тризуба відшукав атлантійський підводний човен і викрадає запаси орихалку — речовини, на якій працювали давні машини атлантів. Спалюючи орихалк на переробному заводі, Девід пришвидшує глобальне потепління. Зміни клімату спричиняють епідемію, Артур скликає керівників підводних королівства та пропонує попросити допомоги на суші. Його ідею відхиляють, покладаючи вину на людей з поверхні. Девід атакує Атлантиду, в результаті чого Мера зазнає поранення. Артура визнають нездатним захистити свою країну.
Проводячи власне розслідування, Артур дізнається, що за посиленням глобального потепління стоїть Девід. У давнину атланти відмовилися від використання орихалку, бо це загрожувало планеті. Артур вирішує звільнити з ув'язнення свого брата Орма. Він проникає до в'язниці в Сахарі, визволяє брата, і той неохоче погоджується допомогти. Вдвох вони прибувають до сховку піратів і примушують Короля риб розповісти, де розташована база Девіда.
Артур і Орм знаходять прихований острів у Тихому океані, де в жерлі вулкана спалюється орихалк. Дорогою вони бачать як орихалк спричиняє мутації рослин і тварин, і мусять тікати від зграї величезної сарани. Опинившись на базі, Орм торкається Чорного Тризуба та отримує знання про його творця. Тризуб створив Кордакс, брат короля Атлана та правитель забутого королівства Некрус. Використовуючи орихалк, Кордакс загрожував усій планеті й бажав узурпувати трон Атлантиди. Тому Атлан ув'язнив Кордакса в центрі Некруса, а королівство заморозив. Звільнити Кордакса може тільки кров Атлана чи його нащадків. Слідом за Артуром на острів прибувають атлантійські воїни та знищують базу. Проте орихалку вже спалено досить, щоб льодяна оболонка навколо Некруса розтала.
Поремонтувавши костюм, Чорна Манта викрадає Артура-молодшого та везе його в Некрус. Атланти за допомогою Шина визначають, що в'язниця Некруса схована в Антарктиді.
У Некрусі Артур бореться з Мантою і ледь не гине, перш ніж Мера прибуває та рятує його. Манта кидає Чорний Тризуб у Меру, але Орм ловить його і потрапляє під вплив Кордакса. За вбивство Артура Кордакс обіцяє Орму владу над Атлантидою. Кров пораненого Артура звільняє короля Некруса, та Артур переконує брата відмовитися від ненависті до нього. Орм кидає в Кордакса Чорний Тризуб, але лиходій ловить зброю. Тоді Артур кидає свій Тризуб, який розбиває на друзки Чорний Тризуб і знищує Кордакса. Некрус починає руйнуватися. Манта відмовляється від допомоги Артура і падає в провалля. Атланти та Шин тікають на берег, де вирішують, що Орма вважатимуть загиблим, щоб він міг жити серед людей на поверхні.
Артур розкриває існування Атлантиди світові та подає заявку на вступ свого королівства в ООН.

## Актори
- Джейсон Момоа у ролі Артура Каррі / Аквамена: Напіватлантський / напівлюдський король Атлантиди, який вміє плавати на надзвуковій швидкості та спілкуватися з водним життям.
- Ембер Херд у ролі Мери: принцеса Ксебель і дочка короля Нерея, яка може контролювати воду за допомогою гідрокінезу та спілкуватися з іншими атлантами телепатично.
- Патрік Вільсон у ролі Орма Маріуса / Океанського господаря: зведений брат Артура в Атланті і колишній король Атлантиди.
- Дольф Лундгрен як король Нерей: Король Ксебеля та батько Мери.
- Яг'я Абдул-Матін II в ролі Девіда Кейна / Чорної Манти: Безжальний пірат і наймит у відкритому морі.
- Темуера Моррісон в ролі Томаса Каррі: Батько Артура.
- Ніколь Кідман в ролі Атланни.
- Рендалл Парк в ролі доктора Стівена Шина.
- Пілу Асбек

## Український Дубляж
- Студія: Постмодерн
- Режисерка дублювання: Катерина Брайковська
- Перекладачка: Олеся Запісочна
- Координатор проекту: Юлія Кузьменко

Ролі дублювали:
- Артур/Аквамен - Сергій Кияшко
- Король Орм - Іван Розін
- Кейн/Манта - Петро Сова
- Доктор Шин - Акмал Гурєзов
- Атлана - Ірина Ткаленко
- Король Нерей - Євген Сінчуков
- Мера - Юлія Перенчук
- Том Каррі - Михайло Кришталь
- Кордакс - Андрій Мостренко
- Стінґрей - Юлія Шаповал
- Король Риба - Володимир Кокотунов
- Король Хвилеграю - Володимир Терещук
- Каршон - Тамара Морозова
- Король Атлан - Олександр Ігнатуша

А також: Катерина Качан, В'ячеслав Дудко, Вікторія Тишкевич, Аліна Проценко, Дмитро Павко, Володимир Гурін, Роман Солошенко,

## Виробництво

### Передвиробництво
Дольф Лундгрен заявив у лютому 2021 року, що повторює роль короля Нерея у продовженні, а зйомки, як очікується, розпочнуться пізніше того ж року в Лондоні. Через місяць заплановану дату початку зйомок було встановлено на червень, хоча пандемія COVID-19 могла вплинути на це. У квітні Warner Bros. і DC оголосили, що розробка The Trench більше не рухається вперед, оскільки студії не мають місця для виділення своїх фільмів і вважаючи, що Aquaman 2 є достатнім для розширення франшизи. Пізніше того ж місяця Пілу Асбек розпочав переговори про приєднання до складу фільму. У травні Момоа заявив, що розпочне зйомки в липні, а через місяць Ван оголосив, що продовження має назву «Аквамен і загублене королівство».

### Зйомки
Основна зйомка розпочалася 28 червня 2021 року у Лондоні під робочою назвою Necrus.

## Випуск
Спочатку планувалося випустити фільм в США 16 грудня 2022 р. Пізніше прем'єру перенесли на 17 березня 2023 року, а відтак знову — на 25 грудня 2023 року.. У підсумку в більшості країн прем'єра відбулася 20 або 21 грудня 2023 року.

## Сприйняття
Фільм отримав негативні відгуки критиків. На агрегаторі рецензій Rotten Tomatoes позитивні рецензії дали 34 % критиків із середньою оцінкою 4,9/10. Водночас 82 % пересічних глядачів рекомендують його. Консенсус вебсайту повідомляє: «Джейсон Момоа залишається здібним та відданим проводарем, але навіть прихильники DC можуть відчути, що „Аквамен і загублене королівство“ дотримується знайомих вод». На Metacritic середньозважена оцінка складає 42 бали зі 100, що вказує на «змішані або посередні» відгуки. Авдиторія, опитана на CinemaScore, поставила фільму середню оцінку «B» за шкалою від A+ до F, що зробило його найгіршим фільмом DC разом із «Бетмен проти Супермена: На зорі справедливості» та «Флеш». Тоді як сайт PostTrak повідомив, що 69 % глядачів дали позитивну оцінку, а 50 % сказали, що однозначно рекомендують фільм.
Браян Лоурі з CNN зробив висновок, що режисер Джеймс Ван знову створив видовище, проте приголомшливі цифрові ефекти не можуть компенсувати пласкі діалоги й ситуації, що подаються в нерівномірному сюжеті. «Ідея про неохочий зв'язок між Артуром і Ормом пробирається крізь забагато незграбних моментів, щоб досягти кількох хороших», перетворюючи продовження успішного фільму на бадді-муві. До того ж мати й дружина Аквамена опиняються знехтуваними. Неуспіх «Аквамена та загубленого королівства» продовжує серію кінематографічних невдач DC і Marvel 2023 року.
Алісса Вілкінсон у «The New York Times» писала, що Джеймс Ван продовжує бути майстром придумувати чудовиськ і пригоди. Результатом став фільм, який відходить від супергеройських кліше та пропонує історію для «дорослих, які люблять веселощі». «Аквамен і загублене королівство» не намагається бути серйозним, але не настільки веселий, як попередник. З усіх його підсюжетів власне загублене королівство найменш цікаве, тоді як тема забруднення довкілля зв'язує всі теми воєдино, а Орм показаний з цікавого боку, на відміну від «Аквамена» 2018 року.
На думку Микити Казимирова з ITC.ua, фільм достатньо самостійний, хоча не містить жодних експериментів, а тому є звичайним твором своєї франшизи. Попри динаміку сюжету, показана історія мало чим може зацікавити. «Аквамен і загублене королівство» привабливий своєю естетикою, тоді як стосунки Артура з Ормом примітивні. Фільм претендує стати кульмінацією кіновсесвіту DC, але в підсумку це копія «Аквамена» 2018 року.
Марина Григоренко і УНІАН винесла вердикт: сюжет фільму примітивний і передбачуваний, а поведінка Артура частіше нагадує дії 15-річного підлітка, ніж чоловіка з певним життєвим досвідом і чималими обов'язками. «Аквамен і загублене королівство» копіює персонажів і ситуації в свого несподівано успішного попередника й не пропонує нічого такого, що могло б увінчати 10-ирічний розвиток «розширеного» кіновсесвіту DC.